# Paolo dell'Abbaco
Paolo Dagomari detto anche Paolo dell'Abbaco (Prato, 1282 – Firenze, 1374) è stato un matematico, astronomo e poeta italiano.
(Cesare Guasti, Bibliografia pratese, Prato, 1844, pag. XVI)

## Biografia

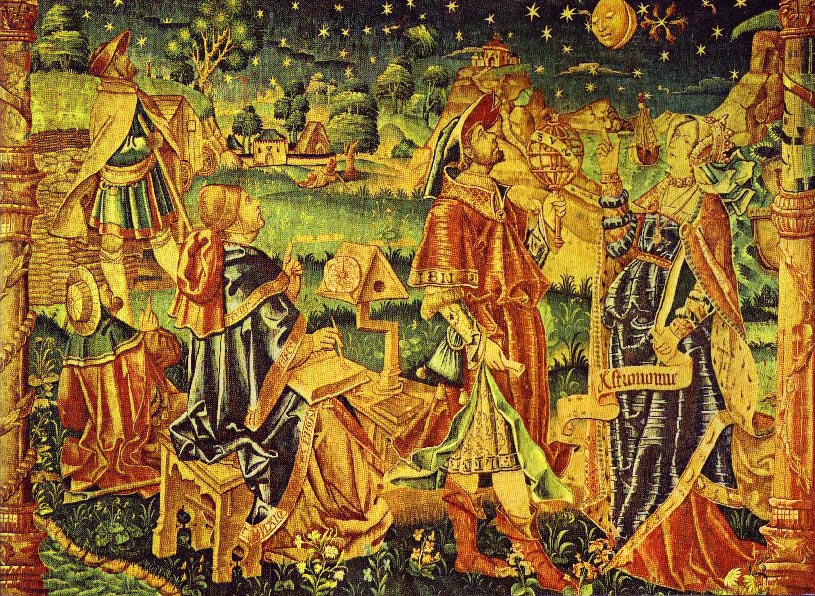
Osservatori di stelle, arazzo francese del XVI sec., Röhsska Konstslöjdmuseet (Röhss Museum of Applied Arts and Design, Göteborg, Sweden)

Franco Sacchetti lo chiama Paolo Arismetra e Astrologo, Giorgio Vasari Paulo Strolago, altri semplicemente Paolo Astrologo, ma, soprannomi a parte, il suo vero nome era Paolo Dagomari, figlio di ser Piero Dagomari, nobile pratese trasferitosi a Firenze, e solo successivamente rinominato come Paolo il Geometra o ancora come Paolo Dell'Abbaco, perché si riteneva che l'abaco l'avesse inventato lui come anche gli almanacchi.
Dice infatti di lui Filippo Villani: Questi fu geometra grandissimo, e peritissimo aritmetico e però nelle adequazioni astronomiche tutti gli antichi e moderni passò. Questi fu diligentissimo osservatore delle stelle e del movimento de' cieli, e dimostrò che al moderno tempo le tavole toletane erano o di poca o di niuna utilità e quelle d'Alfonso in alcuna varietà sensibile essere varie; donde dimostrò che Io strumento dell'astrolabio, misurato secondo la tavole toletane, il quale noi usiamo frequentemente, devia dalle regole d'astrologia: e quelli astronomi che di quindi pigliavano argomento dell'arte essere ingannati. Costui di tutti quelli del tempo nostro fu il primo che compose un Taccuino e di futuri avvenimenti compose molti annali.
Come astronomo rimase famoso, a Firenze, per alcuni suoi calcoli rivelatisi corretti, come scrive, nella Cronica, Giovanni Villani: Nell'anno 1345, di' 28 di Marzo, poco dopo l'ora di nona, secondo l'adequazione di mastro Pagolo, figliuolo di ser Piero, grande maestro in questa scienza d'astrologia, fu la congiunzione di Saturno e di Giove a gradi venti del segno dell'Aquario coll'infrascritto aspetto degli altri pianeti.  

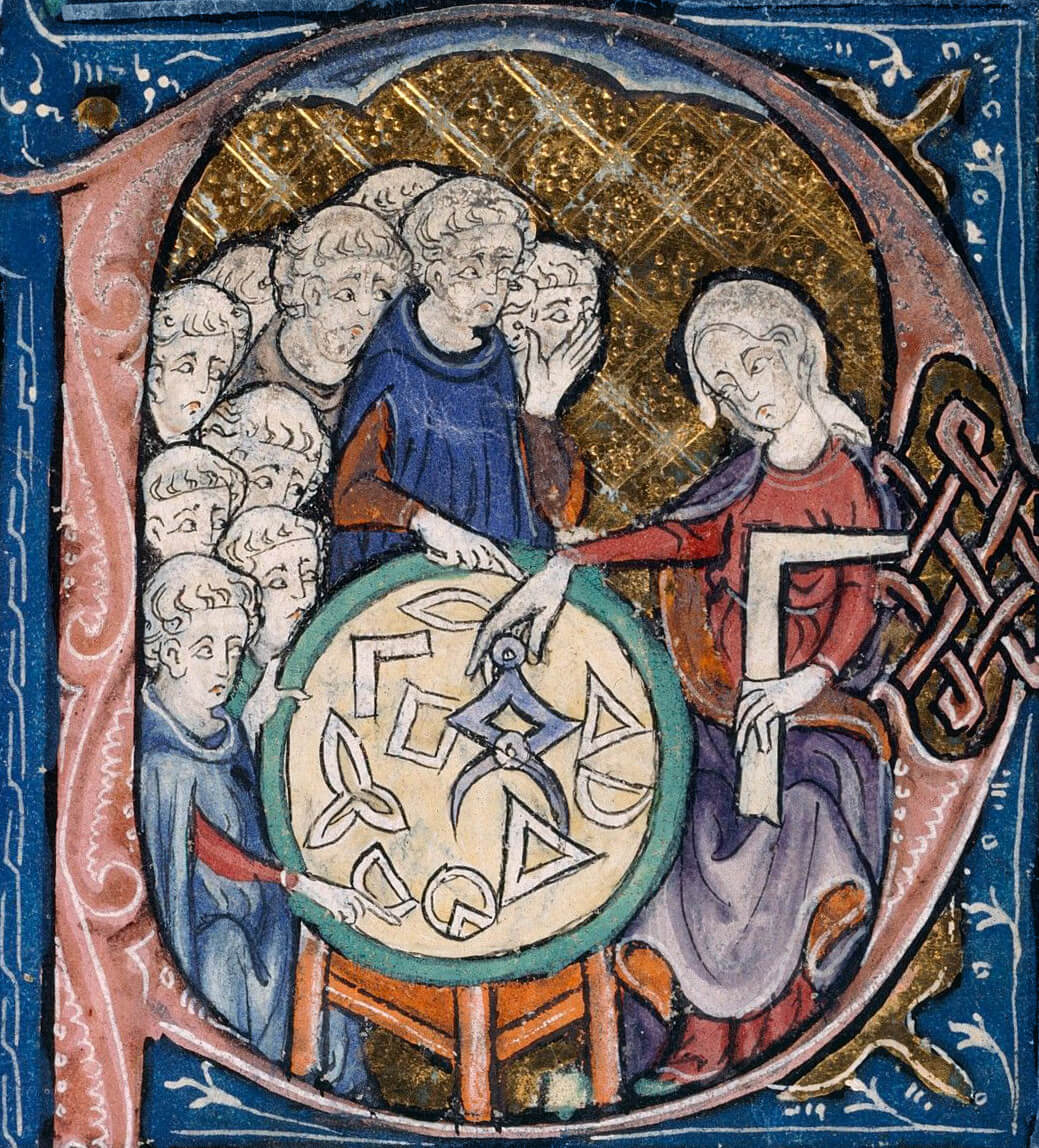
Lezione di geometria nel '300

In matematica introdusse la virgola per raggruppare i gruppi di tre cifre nei numeri oltre le migliaia, ma la sua fama di matematico la deve soprattutto alle Aequationibus, come si chiamavano allora, ovvero a quelle operazioni matematiche che fondevano l'aritmetica e la geometria: quelle che oggi si definiscono equazioni algebriche.
Precettore di Jacopo Alighieri, figlio di Dante, era grande amico di Boccaccio che lo cita e lo elogia più volte nel De Genealogia Deorum.
Essendo la matematica una delle quattro arti del quadrivio ed essendo Firenze città di banchieri e mercanti, fondò una scuola d'abaco, ossia di aritmetica in Santa Trinita, la celeberrima bottegha d'abacho (ecco la vera origine del soprannome), da cui passarono, nel corso della sua carriera, circa diecimila studenti. Il Dagomari a moltissimi, anzi a infiniti nella nostra Firenze fu in aritmetica diligentissimo maestro, rinovellatore di buone e utilissime regole, e principio' a scorgere la nostra città alle utili e leggiadre regole dell'algoritmo inaudito e morto per moltissimi secoli.
Tanta celebrità gli valse il priorato del quartiere di S. Spirito nel maggio e nel giugno del 1363.
Nel 1366 fece Testamento e lasciò che fossero fatte due Cappelle nella Chiesa di S. Trinita di Firenze. Ordinò pure che si facesse un Ospedale fra Montebuoni e Firenze e che tutti i suoi Libri d'Astrologia si mettessero in S. Trinita e che ivi stassero finché, in Firenze, non fosse stato trovato un bravo Astrologo, approvato per tale almeno da quattro Maestri, e quando questi fosse ritrovato lasciò che adesso si dassero i Libri e che divenissero suoi. Or convien credere che questo bravo Astrologo si trovasse mentre in S. Trinita più non esistono questi Libri
Fu sepolto in S. Trinita a Firenze con tanto di epitaffio oggi andato perduto. Il Rosselli nel suo Sepoltuario florentino dice che non meno di molte altre antiche memorie, avrà ceduto o all'avarizia de monaci o all'ambizione de' moderni; Giovanni Cinelli Calvoli accenna allo stesso proposito, come siasi spesso usato da persone indiscrete con diligenza asinina levar via l'armi ed i pitaffi; secondo un codice della Magliabechiana, sarebbe stato nascosto nel fondo d'una cantina del convento mentre si restaurava la cappella..
Un suo ritratto ad affresco è dipinto sulle volte della Galleria degli Uffizi.

## Opere
- Opere, Basilea, Hervagio, 1532

Con i comenti [sic] d'Iacopo Micillo

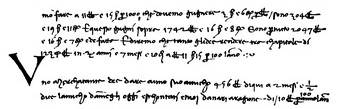
Estratto dal Trattato d'Abbaco di Paolo Dagomari

- Regoluze del maestro Pagholo astrolagho

Inserite nella nota XXX, tomo terzo, dell'Histoire des sciences mathématiques en Italie etc. par G. Libri. A Paris, Renouard, 1838, in 8. Il ch. Libri le tolse da un manuscritto di Abbaco composto a Firenze verso la metà del sec XIV, e da lui posseduto. Nella Magliabechiana sono queste Recholuze nel codice 85 della clas. XI che fu della libreria Gaddi col n. 149; e nella Riccardiana, cod 2511 cartaceo in fogl. scritto nel sec XV; non conosciuto dal ch. Libri. [...] Ma il testimone di tre codici mi pare sufficiente a far credere del nostro Paolo quelle poche pagine, che sono uno dei più antichi monumenti algebrici della lingua italiana. Le Regoluze sono cinquantadue in tutti i codici.
- Ragioni adatte a traffico di mercatanzia etc. [da alcuni chiamato Trattato d'Abbaco[13] o Trattato D' Aritmetica[14]]

Cod. del sec X[IV], posseduto dal ch. Libri. Incomincia: In questo libro tratteremo di più maniere di Ragioni adatte a trafficho di merchatantia tratte de libri d'arismetricha et ridotte in volgare per lo excellente huomo maestro Pagolo de Dagumari da Prato. 
- Canzone

Ne La Bella mano di Giusto de' Conti. Parigi, Mamerto Patisson, 1595, in 12: edizione procurata da Jacopo Corbinelli. È da osservare che vi hanno esemplari or con la data 1589, or 90. or 91, or 95; e ciascuna non senza varietà. La canzone del maestro Pagolo da Firenze (che pur così fu chiamato) sta intera in tutti, tranne negli esemplari col 1589, che hanno soli i primi sedici versi. Il Gamba dice che questa canzone è una congerie di maldicenze contro le più venerabili autorità. E sta altresì alla fac. 61 tergo del cod. 1050 della Riccardiana scritto nel secolo XIV e nel XV: e comincia: Voce dolente, più nel cor che piagne.
- Sonetto in risposta a un altro d'Iacopo Alighieri

Nei Comment. all'ist. della volgar poesia del Crescimbeni vol.  3. Comincia: Le dolci rime che dentro sustegno. Dice di averlo tolto dalla Chigiana, cod. 1124: e si trova nei riccardiani n. 1114 e 1118.
- Sonetto astrologico

Nelle Novelle letterarie, an. 1748, col. 348. Com[incia] Nova cagion produce novo effetto e fu tratto dal cod. riccardiano n. 1088. L'Ubaldini nei Documenti di amore del Barberino ricorda delle rime di Paolo presso Mario Milesio: il Crescimbeni nella Strozziana: ma forse non saranno altro che le citate.